# Vasilij Lukič Dolgorukov
Vasilij Lukič Dolgorukov (rusky Василий Лукич Долгоруков, polsky Wasilij Łukicz Dołgorukow, narozen asi 1670 – 19. listopadu 1739 v Veliké Novgorodě) byl ruský šlechtic, diplomat a politik. Působil jako vyslanec carského Ruska v Polsku, Dánsku, Francii a Švédsku. Byl rytířem polského Řádu bílé orlice. 

## Život a činnost

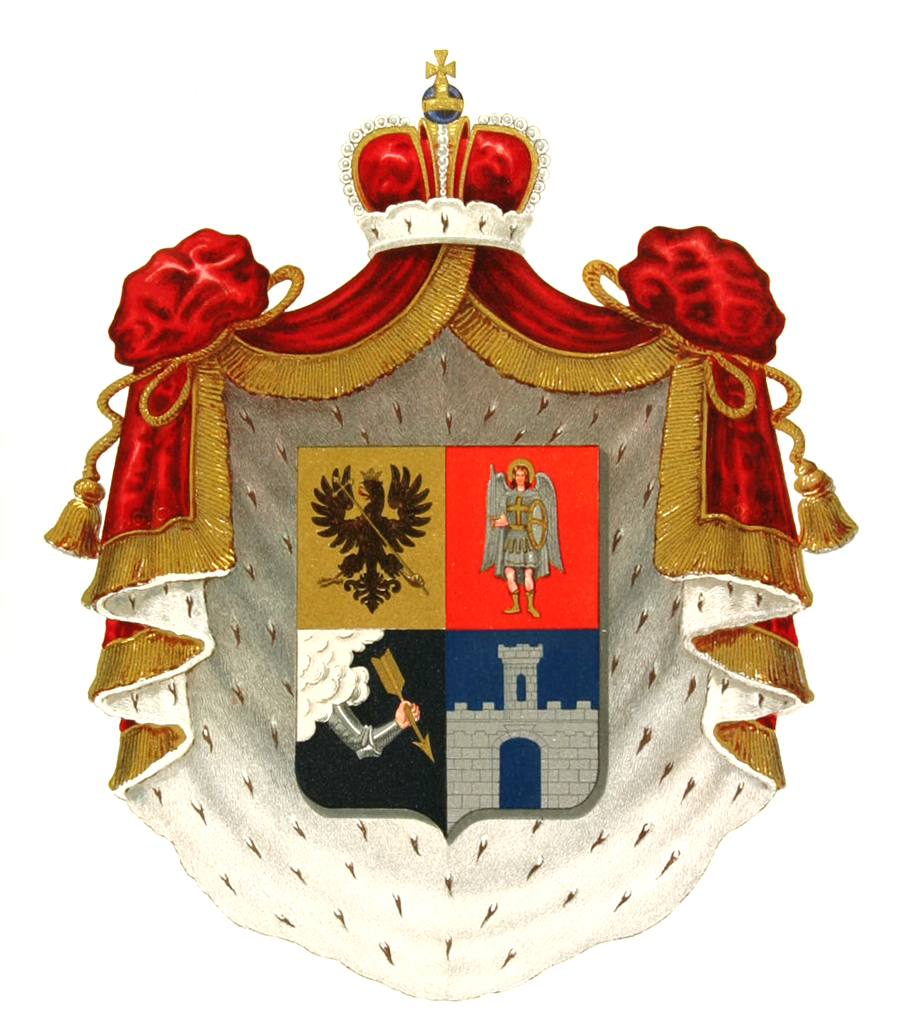
Rodový erb Dolgorukovů

Narodil se jako syn Luky Fjodoroviče z rodu Dolkorukovů.
Působil jako ruský vyslanec a zplnomocněný ministr v první republiky v letech 1706-1707 a poté 1724-1726, dále v Dánsku v letech 1707-1720, ve Francii 1721-1722 a ve Švédsku v roce 1726.
Od roku 1723 byl senátorem.
V letech 1727-1730 byl členem Nejvyšší tajné rady.
V důsledku odhalení spiknutí členů Nejvyšší tajné rady byl v roce 1730 zbaven funkce, vyhoštěn na Solovecké ostrovy a v roce 1739 sťat, stejně jako jeho strýc Sergej Grigorjevič Dolgorukov.

## Vyznamenání

Polský Řád bílé orlice

Dánský Řád slona